# 山本美由紀
山本 美由紀（やまもと みゆき、3月16日 - ）は、日本の女性声優である。群馬県出身。

## 略歴
勝田声優学院、日本ナレーション演技研究所卒業生。
以前はアーツビジョンに所属していた。

## 人物
趣味・特技はカラオケ、読書、映画鑑賞、水泳。

## 出演

### テレビアニメ
- ビット・ザ・キューピッド（ロム）
- エルフを狩るモノたち（1996年、街の女）
- あずみマンマ・ミーア（1997年、ちとせ）
- HARELUYA II BØY（1997年、やすし）
- 快傑蒸気探偵団 TV ANIMATION SERIES（1998年、女の子）
- 魔法のステージファンシーララ（1998年、男の子、女の子）
- 魔術士オーフェン Revenge（2000年、子供A）

### OVA
- ふしぎなメルモ リメイク版（1998年、女の子、女子B、野沢少年）

### ゲーム
- アルナムの牙 獣族十二神徒伝説（1994年、ランチョの子供甲、アラゴ）
- ブルーブレイカー 〜剣よりも微笑みを〜（1996年、ヤーム）
- カプコンスポーツクラブ（1997年）
- 続 初恋物語 〜修学旅行〜 萌美編（1997年、少年）
- バトルサーキット（1997年、イエロー・ビースト[要出典]、ぴのぷ[2]）
- 英雄志願 -Gal Act Heroism-（1998年、アルビオン）
- グリントグリッター（1999年、コペル、タクヤ）
- マリオネットカンパニー（1999年、主人公の母、おばさん、大阪弁の店員）

### ドラマCD
- KEY THE METAL IDOL RADIO PROGRAM #2「家族」（生徒A）

### 吹き替え
- 長くつ下のピッピ（ボールを取られる男の子）
- ベイウォッチ5（サリー）

### 人形劇
- ドラムカンナの冒険（鉛筆ちびーる）
- ぼうけん!メカラッパ号（ラックB）

### その他コンテンツ
- プラネタリウム 「星の子ポルと森のどうぶつたち」（きつね）
- プラネタリウム 「移り変わる天の北極-タイムトラベル2100－」（マリア）
- アーケード 『スタアオーディション』（案内キャラのヒヨコ）
- ラジオCM 「厄除け 香取神社」（1997 - 1998年度の七五三ラジオCM）